# Pierre Le Pesant de Boisguilbert

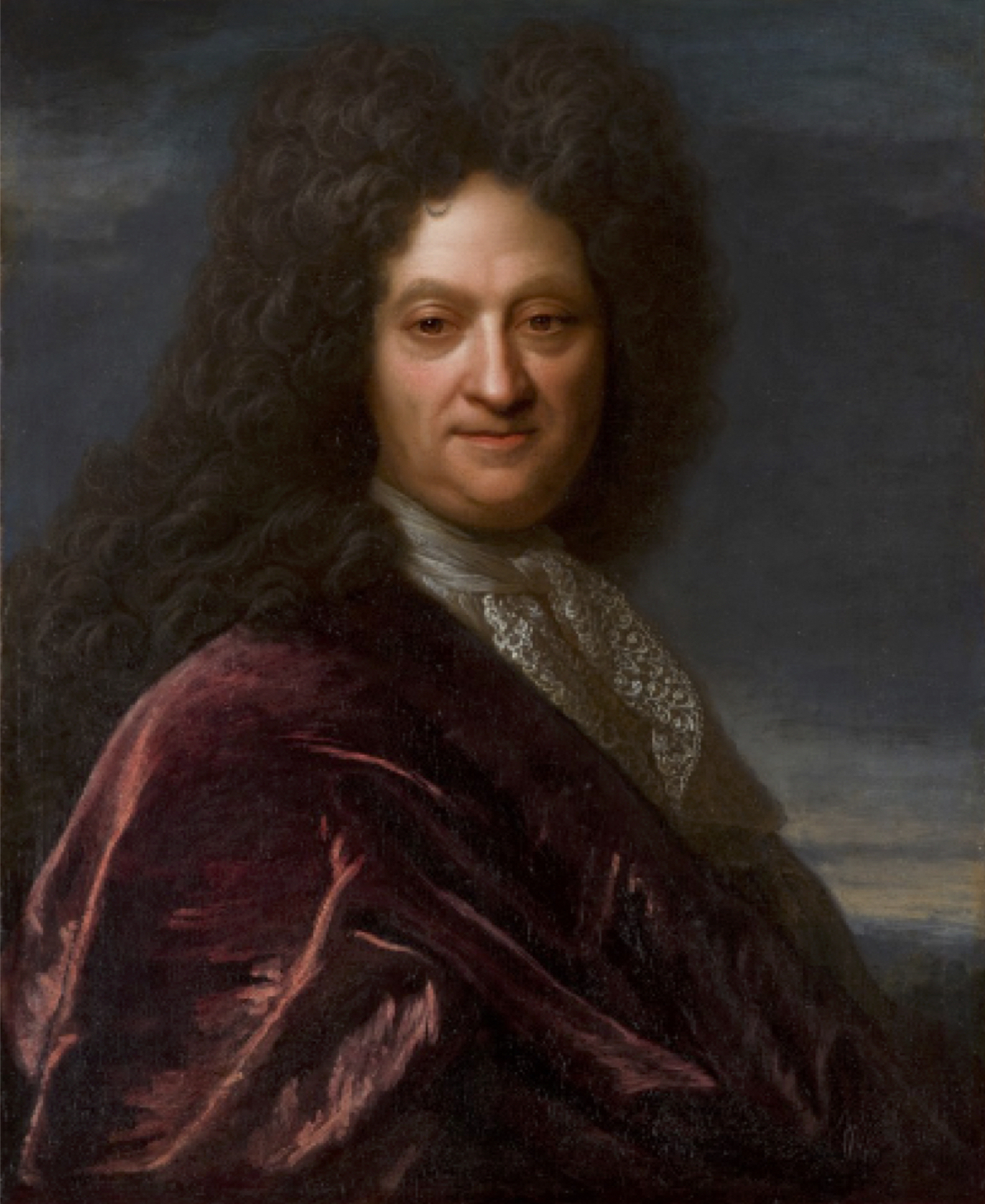
Boisguilbert

Pierre Le Pesant, sieur de Boisguilbert, auch Boisguillebert, (* 17. Februar 1646 in Rouen; † 10. Oktober 1714 ebenda) war ein französischer Ökonom aus der Zeit des Merkantilismus und Kritiker der merkantilistischen Doktrin Jean-Baptiste Colberts und gilt heute als Vorläufer der französischen Physiokratie und des französischen Liberalismus.

## Leben
Boisguilbert stammte aus einer Familie des Beamtenadels („noblesse de robe“ seit 1620) und war mit dem Dramatiker Pierre Corneille verwandt. Er studierte zunächst am Jesuitenkolleg in Rouen, besuchte anschließend die Petites écoles de Port-Royal der Jansenisten und studierte schließlich drei Jahre lang an der „École de Droit“ (Schule der Rechte) der Universität von Paris. Diese verließ er mit Auszeichnung und durfte sich als Advokat bezeichnen.
Boisguilbert betätigte sich als Schriftsteller und brachte im Jahr 1674 die Novelle Marie-Stuart, reine d’Écosse heraus und übersetzte Werke von Cassius Dio und Herodian. Am 26. September 1677 bestellte er in der Kirche Ste-Croix in Rouen das Aufgebot für seine Heirat mit Suzanne Le Paige, die er am 27. Dezember in der Gemeinde Pinterville ehelichte. Mit ihr hatte er zwei Töchter und drei Söhne. Er wurde im Jahr 1678 zu Richter und Vicomte von Montivilliers ernannt. Dieses Amt übte er bis 1689 aus. 1690 erwarb er die Titel „Président et Lieutenant général au bailliage et siège présidial de Rouen“ (Präsident und Generalleutnant der Vogtei und des Präsidiums von Rouen) und 1699 den Titel „Lieutenant général de police“ (Generalleutnant der Polizei). Sein Werk Le détail de la France sous le règne de Louis XIV. wurde im Jahr 1695 zunächst anonym veröffentlicht und am 14. März 1707 als Factum de la france, ou Moyens tres faciles de faire recevoir au roy quatre millions par dessus la capitation durch die französische Regierung verboten. Boisguilbert wurde deshalb für sechs Monate in die Auvergne verbannt. Im Jahr 1712 veröffentlichte er die politischen Schriften Testament politique de Monsieur de Vauban, marechal de France & premier ingenieur du roi (Politisches Testament des Herrn Vauban, Marschall von Frankreich & erster Ingenieur des Königs).

## Ökonomisches Wirken
Dem Colbertschen Staatsinterventionismus setzt Boisguilbert eines der ersten Plädoyers für eine freie Wirtschaft entgegen. Er unterlegt dabei seine Argumentation mit einer makroökonomischen Begründung über die Entstehung von Reichtum und Einkommen. Für ihn wissen die Wirtschaftsakteure am besten, was sie wie und für wen produzieren müssen, und brauchen keinen Staat, der ihnen dies vorschreibt. Fortschritt entsteht für Boisguilbert allein aufgrund der Eigeninitiative der Individuen und Akteure, die, von ihren Eigeninteressen motiviert, eine „natürliche Wirtschaftsordnung“ aufbauen werden. Die Rolle des Staates soll sich danach allein auf die Bildung der Menschen und den Schutz des Marktes beschränken, ansonsten sei laisser-faire et laisser-passer die beste Strategie, um eine starke, gesunde Wirtschaft zu garantieren.
Diese Ansichten stellen einen Bruch mit der in Frankreich bis dahin geltenden merkantilistischen Doktrin dar, die nach Boisguilbert den Reichtum nicht etwa fördert, sondern geradezu unterbindet bzw. zerstört. Mit Hilfe und unter dem Schutz von Vauban publizierte Boisguilbert seine revolutionären Ideen von 1695 bis 1712.

### Entstehung von Reichtum
Im Gegensatz zum Merkantilismus, der Reichtum mit dem Besitz von Gold gleichsetzt, unterscheidet Boisguilbert zwischen „echtem Reichtum“ und „monetärem Reichtum“. Der zu seiner Zeit moderne Wettlauf ums Gold scheint ihm verrückt (la pure folie) zu sein: Boisguilbert zufolge entsteht wahre Wirtschaftsmacht nur dank der Arbeit in der Landwirtschaft und Industrie, die als einzige Güter produzieren, die den Bedürfnissen der Menschen tatsächlich dienen.

### Soziale Klassen
Boisguilbert unterscheidet drei soziale Klassen: Bauern, Händler und Improduktive. Er nimmt klar Partei für die beiden Ersteren; Die letzteren, zu denen er Grundbesitzer, Adlige und andere seiner Ansicht nach „unnütze“ Personengruppen zählt, kritisiert er dafür, dass sie „den ganzen Tag nichts tun und doch alle Freuden genießen“, während die Anderen „von Morgens bis Abends arbeiten und kaum das Nötige haben, das man ihnen oft auch noch wegnimmt“ (Dissertation de la nature des richesses).

### Wirtschaftskreislauf
Wie François Quesnay versucht sich Boisguilbert an einem Erklärungsmodell für die Wirtschaft, das die verschiedenen Akteure und ihre Rolle im Kreislauf mit einbezieht. Ursprungs- und Endpunkt des Wirtschaftskreislaufs ist für Boisguilbert der Grundbesitz. Einkommen auf dem Grundbesitz (Pacht, Zehnten, Vermögenssteuern) gehen von den arbeitenden Klassen zu den improduktiven Bevölkerungsgruppen, die damit bei den Bauern Nahrungsmittel, und bei den Industriellen und den Händlern Produkte kaufen.
- Improduktive: Erhalten ihr Einkommen aus ihrem Grundbesitz.
- Landwirte: Erhalten ihr Einkommen aus dem Verkauf von Gütern. Die landwirtschaftlichen Variationen in der landwirtschaftlichen Produktion haben Einfluss auf das gesamte Wirtschaftssystem. Auch die Industrie wird von Boisguilbert zu diesem Sektor gezählt.
- Händler: Ihre Aufgabe ist es, die Reichtümer zirkulieren zu lassen. Sie erhalten ihr Einkommen aus dem Verkauf von Produkten, die sie zuvor den Industriellen und der Landwirtschaft abgekauft haben.

### Arbeitsteilung und volkswirtschaftliche Proportionalität
In einer arbeitsteilig produzierenden Gesellschaft werden die privat hergestellten Waren ausgetauscht. Dabei müssen Boisguillebert zufolge genau so viel Arbeitsprodukte geschaffen werden, wie zur Befriedigung der Bedürfnisse aller Gesellschaftsmitglieder notwendig sind. Die insgesamt in einer Gesellschaft notwendige Arbeit zur Herstellung eines Produkts ist zweifach bestimmt: zum einen durch die zur Produktion der jeweiligen Ware benötigten durchschnittlichen Arbeitszeit, die einen Preis begründet, der die Deckung der Produktionskosten und einen bestimmten Gewinn gewährleistet. Zum anderen durch den Bedarf an den jeweiligen Waren, aus dem sich die insgesamt benötigte Arbeitszeit ergibt, die eine Gesellschaft für jede Warenart aufwenden darf. Anikin schreibt, Boisguilleberts „Erkenntnis, dass das Gesetz der Preise… Ausdruck der Proportionalität der Volkswirtschaft sei, war ein völlig neuer und kühner Gedanke.“ „Boisguillebert seinerseits löst“, sagt Marx, „wenn nicht bewusst, so tatsächlich den Tauschwert der Ware in Arbeitszeit auf, indem er den „wahren Wert“ (la juste valeur) durch die richtige Proportion bestimmt, worin die Arbeitszeit der Individuen auf die besonderen Industriezweige verteilt wird, und die freie Konkurrenz als den gesellschaftlichen Prozess darstellt, der diese richtige Proportion schaffe.“

### Geldkritik
Boisguillebert kämpfte gegen die im Dienste des Feudalabsolutismus stehende Schwarze Finanzkunst des Colbertismus, wobei er im Geld „den Henker aller Dinge“ sah. Er stellt dem Geld die Ware gegenüber, erkennt nur sie als nützliches Gut an. Das Geld nehme eine widernatürliche, tyrannische Macht an, und dies sei die Ursache der wirtschaftlichen Probleme. Seine Untersuchung über die Natur des Reichtums beginnt er mit einer Kritik der Rolle des Geldes: „Die Verderbtheit des Herzens hat… Gold und Silber… zu Idolen gemacht. Man hat sie zu Gottheiten gemacht, denen man mehr Gut, Werte und selbst Menschen geopfert hat und noch opfert als das unwissende Altertum diesen Gottheiten, die seit Urzeiten der einzige Kult und die einzige Religion der meisten Völker sind, opferte.“ Boisguillebert versteht nicht den logisch-historischen Zusammenhang zwischen Ware und Geld, die in einer Waren produzierenden Gesellschaft eine untrennbare Einheit bilden. Für ihn ist Geld etwas Fremdartiges, Künstliches. „Er konnte noch nicht begreifen“, sagt Karl Marx, „dass dieselbe schwarze Finanzkunst, die Menschen und Waren in die alchymistische Retorte warf, um Gold zu machen, gleichzeitig alle die bürgerlichen Produktionsweise hemmenden Verhältnisse und Illusionen verdunsten ließ, um einfache Geldverhältnisse, gemeine Tauschverhältnisse als Niederschlag zurückzubehalten.“

### Geldumlauf
In der Geschichte des ökonomischen Denkens streitet man sich bis ins 21. Jahrhundert darüber, ob die Geldmenge die Preise oder umgekehrt die Preise die Masse des umlaufenden Geldes bestimmen. Keynesianische Ökonomen sagen, Preise sind die Ursache, die zirkulierende Geldmenge die Wirkung der Preise, die Vertreter der monetaristischen Schule, die durch Milton Friedman begründet wurde, sehen die Kausalität umgekehrt. Boisguillebert hatte im Gegensatz zu Jean Bodin (1530–1596) die Auffassung vertreten, dass die Preissumme der zirkulierenden Waren die Menge des umlaufenden Geldes bestimmt.„Boisguillebert, der ganz dieselbe bedeutende Stellung zur französischen Ökonomie einnimmt wie Petty zur englischen… spricht… das Gesetz aus, dass die Masse des zirkulierenden Mediums bestimmt ist durch die Preise, nicht umgekehrt.“

### Rezeption
Boisguillebert Arbeiten haben auch Karl Marx beeinflusst. Er ist auf sie während seiner ökonomischen Studien gestoßen, die er 1843 in Paris begann. In jenem Jahr erschien ein Sammelband von Werken französischer Ökonomen der ersten Hälfte des 18. Jahrhunderts, und nach einer Pause von hundertdreißig Jahren wurden dabei auch die Werke Boisguilleberts wieder aufgelegt. In seinem Werk „Zur Kritik der politischen Ökonomie“ urteilt Marx über das Ergebnis der „mehr als anderthalbhundertjährigen Forschungen der klassischen politischen Ökonomie…, die in Frankreich mit Boisguillebert beginnt…“ Er stellt damit Boisguillebert auf eine Stufe mit William Petty in England, erhebt beide zu den Begründern der klassischen, also der wissenschaftlichen politischen Ökonomie in ihren Ländern, die in die objektiven Zusammenhänge der Produktion eindringen und die verwirrenden Erscheinungen der Zirkulation auf ihr Wesen zurückführen. Boisguillebert wurde, indem er auf das Ganze, auf die arbeitsteiligen Zusammenhänge orientierte, zum Vorläufer des ersten klassischen ökonomischen Systems, des Physiokratismus.

## Schriften (Auswahl)
- Marie-Stuart, reine d’Écosse. Nouvelle historique. (3 Bände). Claude Barbin, Paris 1674/1675, OCLC 470572082.
  - Deutsche ausgabe: Die Geschichte von dem Leben und von der Regierung Mariae, Königinn der Schotten und Wittwen von Frankreich. aus Urkunden und glaubwürdigen Schribenten. Thomas von Wierings Erben, Hamburg 1726, OCLC 26028088.
- Le détail de la France, sous le règne présent. oder Le détail de la France sous le règne de Louis XIV. 1695, OCLC 457089910.
  - unter dem Titel: La France ruinee sous le regne de Louis XIV. A Cologne, 1696, OCLC 490533570. archive.org.
  - unter dem Titel: Factum de la france, ou Moyens tres faciles de faire recevoir au roy quatre millions par dessus la capitation. Rouen 1707, OCLC 1746713.
- Dissertation de la nature des richesses, de l’argent et des tributs, où l’on découvre la fausse idée qui règne dans le monde à l’égard de ces trois articles. in: Collection des principaux économistes. (Band 1, S. 372–407. um 1841) 1704, OCLC 221066990.
- Traité de la nature, culture, commerce et interêt des grains, tant par rapport au public, qu’à toutes les conditions d’un état; divisé en deux partie. 1704–1707, OCLC 758322312
- Causes de la rareté de l’argent. In: Testament politique de Monsieur de Vauban, marechal de France & premier ingenieur du roi. 1707–1712, OCLC 811527883. Band I – Internet Archive, Band II – Internet Archive.